# Историја Уругваја
Историја Уругваја обухвата различита раздобља: претколумбово време или рану историју (до шеснаестог века), колонијални период (1516–1811), период изградње нације (1811–1830) и историју Уругваја као независне земље (од око 1830).

## Домороци
Најранији трагови људског присуства стари су око 10 000 година и припадају ловачко-сакупљачким културама Каталаненсеа и Квареима које су се одвојиле од култура које потичу из Бразила. Најстарије откривене боле старе су око 7000 година. Примери древне стеновите уметности пронађени су у месту Чаманга. Пре око 4000 година, народи Чаруа и Гварани населили су се у овом подручју.
Током претколонијалних времена територију Уругваја насељавала су мала племена номадских народа Чаруа, Чана, Арачан и Гварани која су преживљавала бавећи се ловом и риболовом и која вероватно никада нису бројила више од 10 000 - 20 000 људи. Процењује се да је у тренутку контакта са Европљанима 1500-их било око 9.000 Чаруа и 6.000 Чана и Гварана.
Индијанци су готово нестали до периода стицања независности као резултат европских болести и сталних ратова. Европски геноцид кулминирао је 11. априла 1831. кампањом Салсипуедес, када је уругвајска војска по налогу председника Фруктуоса Ривера убила већину мушкараца припадника Чаруа, а преосталих 300 чаруанских жена и деце подељено је као кућни робови и слуге међу Европљанима.

## Колонизација
Током колонијалне ере, данашња територија Уругваја била је позната као Банда Оријентал (источна обала реке Уругвај) и била је тампон територија између конкурентских колонијалних претензија португалског Бразила и Шпанске империје.
Португалци су први истражили регион данашњег Уругваја 1512–1513. Први европски истраживач који је стигао овде био је Хуан Дијаз де Солис 1516. године, али су га убили домороци. Фернандо Магелан био је пристао на будућем локалитету Монтевидеа 1520. године. Себастијан Кабот је 1526. године истражио Рио де ла Плату али овде ту није опстало стално насеље. Одсуство злата и сребра ограничиле су насељавање у региону током 16. и 17. века.
Године 1603. стока и коњи су овде доведени по налогу Хернанда Ариаса де Саведра, а средином 17. века њихов број се увелике повећао.
Прво трајно насеље на територији данашњег Уругваја, основали су шпански језуити 1624. године у Виљи Соријано на Рио Негру, где су покушали да успоставе систем Оријенталних мисија за Чаруанску територију.
Португалски колонисти су 1680. године основали Колонију дел Сакраменто на северној обали реке Ла Плате, на супротној обали од Буенос Ајреса. Шпанска колонијална активност повећавала се док је Шпанија настојала да ограничи проширење Португалије границама Бразила. Шпанци су 1726. године на северној обали Ла Плате основали Монтевидео а његова природна лука убрзо се развила у комерцијални центар који се такмичио са Буенос Ајресом, а такође су кренули да освоје Колонију дел Сакраменто. Мадридским уговором осигурана је шпанска контрола над Банда Оријенталом, досељеницима је ту дата земља и створен је локални кабиљдо.
Ново Вицекраљевство Рио де ла Плата основано је 1776. године са главним градом у Буенос Ајресу и обухватало је територију Банда Оријентала. У то време земља је подељена и коришћена од стране сточара за узгој стоке. До 1800. године у Монтевидеу је живело више од 10 000 људи, а осталих 20.000 у остатку провинције. Од тога је око 30% било афричких робова.
Историја Уругваја почетком 19-ог века обликована је сталним борбама између британских, шпанских, португалских и локалних колонијалних снага за превласт у сливу Ла Плате. У 1806. и 1807. Британци су у склопу англо-шпанског рата (1796–1808) покренули британске инвазије на Рио де ла Плату. Буенос Ајрес је нападнут 1806. године, а затим су га ослободиле снаге из Монтевидеа под вођством Сантијага де Линиерса. Нови и јачи британски напад 1807. године имао је за циљ заузимање Монтевидеа, који су окупирале британске снаге од 10.000 војника. Британске снаге тада нису успеле да нападну Буенос Ајрес по други пут, а Линиерс је затражио ослобађање Монтевидеа у виду капитулације. Британци су одустали од својих напада када је Шпански рат за независност спојио Британију и Шпанију у савезнике против Наполеона.

## Борба за независност, 1811–1828

### Провинцијска слобода под Артигасом
Мајска револуција 1810. године у Буенос Ајресу означила је крај шпанске владавине у вицекраљевству и успостављање Уједињених провинција Рио де ла Плате. Револуција је поделила становнике Монтевидеа на ројалисте, одане шпанској круни и револуционаре који су подржавали независност провинција од Шпаније. То је убрзо довело до прве Банда Оријенталне кампање између Буенос Ајреса и шпанског вицекраља. Локални родољуби под Хосеом Артигасом издали су Проглас из 26. фебруара 1811. којим су позвали на рат против шпанске владавине. Уз помоћ Буенос Ајреса, Артигас је 18. маја 1811. победио Шпанце у бици код Лас Пједраса и започео опсаду Монтевидеа. У том тренутку шпански вицекраљ је позвао Португалце из Бразила да покрену војну инвазију на Банда Оријентал. Бојећи се да ће ову провинцију изгубити од Португалаци, Буенос Ајрес је склопио мир са шпанским вицекраљем. Тек је британски притисак наговорио Португалце да се повуку крајем 1811. године, остављајући краљевске власти под надзором Монтевидеа. Огорчен овом издајом из Буенос Ајреса, Артигас се са око 4000 присталица повукао у провинцију Ентре Риос. Током Друге Банда Оријенталне кампање 1813. године Артигас се придружио војсци Хосеа Рондоа из Буенос Ајреса и започео другу опсаду Монтевидеа, која се завршила његовом предајом Рио де ла Плати.
Артигас је учествовао у формирању Лиге слободног народа која је објединила неколико провинција које су желеле да се ослободе превласти Буенос Ајреса и централизоване државе, а које је предвиђао Конгрес из Тукумана. Артигас је проглашен заштитником ове лиге. Вођен својим политичким идејама (артигуизам) покренуо је земљишну реформу, поделивши земљу малим пољопривредницима.

### Бразилска провинција
Сталан раст утицаја и престижа савезника Лиге уплашио је португалску владу, која није желела да се републиканство лиге прошири на суседну португалску колонију Бразил. У августу 1816, снаге из Бразила покренули су инвазју, чиме су започели португалско освајање Банда Оријентала са намером да униште Артигаса и његову револуцију. Португалске снаге укључивале су у потпуности оружану силу дисциплинованих португалских европских ветерана Наполеонових ратова и локалних бразилских трупа. Ова војска, са више војног искуства и материјалне супериорности, окупирала је Монтевидео 20. јануара 1817, а 1820. године Артигасове снаге коначно су поражене у бици код Такуарембоа након чега је Банда Оријентал припојена Бразилу као провинција Сисплатина. Током рата за независност Бразила 1823–1824 одиграла се још једна опсада Монтевидеа.

## Тридесет и три
Дана 19. априла 1825. године уз подршку Буенос Ајреса, тридесет и три оријенталца на челу са Хуаном Антониом Лаваљехом стигли су у Сисплатину. Дошли су до Монтевидео 20. маја 1825. а 14. јуна у Ла Флориди је формирана привремена влада. Дана 25. августа новоизабрана провинцијска скупштина прогласила је сецесију провинције Сисплатина од Бразилског царства, и њено припајање Уједињеним провинцијама Рио де ла Плате. Као одговор Бразил је покренуо Сисплатински рат.
Овај рат завршио се 27. августа 1828. године када је потписан уговор у Монтевидеу. Након посредовања висконта Понсонбија британског дипломате, Бразил и Аргентина сложили су се да признају независни Уругвај као међусобну државу, међутим, уругвајска независност није у потпуности загарантована, баш као ни Парагваја, и само је Парагвајским ратом осигурана независност Уругваја од територијалне амбиције својих већих суседа. Устав из 1830. године усвојен је у септембру 1829. године, а прилагођен је 18. јула 1830. године.

## "Велики рат", 1839–1852
Након стицања независности Уругвај је био подељен на две политичке струје: конзервативне бланкосе (беле) предвођене Мануелом Орибеом, који су заступали сељаке; и либералне колорадосе (црвене) предвођене Фруктуосо Ривером, који су заступали привреднике из Монтевидеа.
Уругвајске политичке странке биле су тесно повезане са зараћеним политичким фракцијама у суседној Аргентини. Тако су колорадоси подржавали протеране аргентинске либерале унитариосе, који су у уточиште нашли углавном у Монтевидеу, док су бланкоси подржавали аргентинског председника Мануела де Росаса. Војска предвођена вођом колорадоса Ривером је 15. јуна 1838. свргнула са власти председника Мануела Орибеа, који је побегао у Аргентину. Ривера је 1839. објавио рат Росасу чиме је започео сукоб познат као Велики рат (шп. Guerra Grande) који је трајао наредних тринаест година. Аргентинска војска је 1843. заузела Уругвај али не и Монтевидео. Опсада Монтевидеа је почела у фебруару 1843. и трајала је до 1852. године. Улазак Француске и Велике Британије у сукоб трансформисао га је у међународни конфликт. Британска и француска морнарица су привремено блокирале луку Буенос Ајрес у децембру 1845, да би касније поморске снаге ове две земље заштитиле прилаз Монтевидеу са мора. Француски и италијански легионари (Италијани предвођени Ђузепеом Гарибалдијем) учествовали су у одбрани града, заједно са колорадосима. Разлог за улазак Француске и Велике Британије у овај сукоб био је обнављање трговине на нормалном нивоу у овом региону, тј. осигурање пловних путева на рекама Парана и Уругвај. С обзиром да нису остварили жељене циљеве Велика Британија и Француска се 1849. повлаче из сукоба и потписују споразум наклоњен Росасу. Када се чинило да ће Монтевидео коначно пасти дошло је до побуне против Росаса коју је предводио Хусто Хосе де Уркиза, гувернер аргентинске провинције Ентре Риос. Бразил се 1851. умешао у сукоб на страни колорадоса чиме је однос снага промењен и Орибе је поражен. Опсада Монтевидеа је окончана и Велики рат је завршен. Монтевидео се одужио Бразилу за подршку потписивањем више споразума којима су обе земље чвршће повезане.
Успостављен је владајући тријумвират који су чинили Ривера, Лаваљеха и Венансио Флорес, али је Лаваљеха умро 1853, Ривера 1854, а Флорес је свргнут 1855.

### Спољни послови
Влада Монтевидеа наградила је бразилску финансијску и војну подршку потписивањем пет уговора 1851. године којим је предвиђена стална алијанса двеју земаља. Монтевидео је потврдио право Бразила да се меша у унутрашње ствари Уругваја. Уругвај се такође одрекао својих територијалних захтева северно од Рио Квареима, чиме је смањио своју површину на око 176.000 квадратних километара и признао ексклузивно право пловидбе Бразила у Лагуни Мерин и Рио Јагварону, природној граници земаља.
У складу с уговорима из 1851. године, Бразил је војно интервенисао у Уругвају онолико често колико је сматрао неопходним. Уговор о Тројном савезу су 1865. године потписали бразилски цар, председник Аргентине и генерал колорадоса Венансио Флорес, уругвајски шеф владе, коме су обојица помогла да добије власт. Трострука алијанса створена је да води рат против парагвајског лидера Франсиска Лопеза. Парагвајски рат завршио се инвазијом на Парагвај и његовим поразом од армија три земље. Монтевидео, ког је бразилска морнарица користила као логистичку базу за морнарицу, доживео је период просперитета и рат је прошао прилично мирно.

## Уругвајски рат, 1864–1865
Уругвајски рат водио се између владајућих бланкоса и савеза Бразилског царства и колорадоса које је подржавала Аргентина. Вођа колорадоса Венансио Флорес 1863. године покренуо је Ослободилачки крсташки рат са циљем да сруши председника Бернарда Бероа и његову коалициону колорадос-бланко (фузионистичка) владу. Флоресу је помогао аргентински председник Бартоломеу Митре. Фузионистичка коалиција се срушила када су се колорадоси придружили Флоресовим редовима.
Уругвајско грађанско друштво се развило у кризи међународног обима која је дестабилизовала читав регион. Још пре побуне колорадоса, бланкоси су тражили савез са парагвајским диктатором Франсиском Лопезом. Бероова влада, састављена само од бланкоса, такође је добила подршку аргентинских федералиста који су се супротставили Митреу и његовим унитаријанцима. Ситуација се погоршавала како је Бразилско царство улазило у сукоб. Бразил је одлучио да интервенише како би поново успоставио сигурност својих јужних граница и утицао на регионалне послове. У комбинованој офанзиви на упоришта бланкоса, бразилско-колорадошке трупе напредовале су кроз територију Уругваја, на крају окруживши Монтевидео. Суочена са одређеним поразом, влада бланкоса је капитулирала 20. фебруара 1865. године.
Краткотрајни рат сматрао би се изванредним успехом за бразилске и аргентинске интересе, да парагвајска интервенција као подршка бланкосима (нападима на бразилску и аргентинску провинцију) није довела до дугог и скупог Парагвајског рата. У фебруару 1868. убијени су бивши председници Бернардо Беро и Венансио Флорес.

## Социјални и економски развој до 1900. године

### Владавина колорадоса
Колорадоси су владали без прекида од 1865. до 1958. упркос унутрашњим сукобима, сукобима са суседним државама, политичким и економским флуктуацијама и таласу масовне имиграције из Европе.

### Споразум о подели власти из 1872. године.
Влада генерала Лоренца Батла (1868–1872) сузбила је револуцију Ланца започету у септембру 1872. под вођством вође бланкоса Тимотеја Апарасија. Након две године борбе, потписан је 6. априла 1872. мировни споразум о подели власти који је бланкосима дао контролу над четири од тринаест уругвајских департмана - Канелонес, Сан Хосе, Флорида и Серо Ларго, и гарантовао је ограничену заступљеност у парламенту. Овакво успостављање политике заједничког суделовања представљало је тражење нове формуле компромиса, заснованог на коегзистенцији странке на власти и странке у опозицији.
Упркос овом споразуму, владавина колорадоса била је угрожена неуспелом Тробојном револуцијом 1875. и Кебрачком револуцијом 1886. године.
Напор колорадоса да смање бланкосе на само три департмана изазвао је Бланкошки устанак 1897. године, који је окончан стварањем 16 департмана од којих су бланкоси сада имали контролу над шест. Бланкоси су добили 1/3 места у Конгресу. Ова подела власти трајала је све док председник Жозе Батл није покренуо политичке реформе које су проузроковале последњи устанак бланкоса 1904. који се завршио битком код Масољера и смрћу вође бланкоса Апарисија Саравије.

### Војска на власти, 1875–1890
Споразум о подели моћи из 1872. поделио је колорадосе на две фракције - принциписте, који су били отворени за сарадњу са бланкосима и нетосе, који су били против тога. На председничким изборима 1873. године победио је Хосе Еугеније Ељаури, који је био изненадни кандидат без икакве политичке моћи. Пет дана нереда у Монтевидеу између двеју група колорадоса довело је до војног удара 15. јануара 1875. Ељаури је протеран, а представник нетоса Педро Варела преузео је место председника.
У мају 1875. принциписти су започели Тробојну револуцију, која је крајем 1875. угушена неочекиваном коалицијом вође бланкоса Апарисија Саравије и војске под командом Лоренца Латореа.
Између 1875. и 1890, војска је постала центар политичке моћи. Председавање су контролисали пуковници Латоре, Сантос и Тахес. Овај период је трајао кроз председништва Педра Вареле (јануар 1875 - март 1876), Лоренца Латореа (март 1876 - март 1880), Франсиска Антонина Видала (март 1880 - март 1882), Максима Сантоса (март 1882 - март 1886), Франсиска Антонина Видала (Март 1886 - мај 1886), Максима Сантоса (мај 1886 - новембар 1886), Максима Тахеса (новембар 1886 - март 1890)..
У 1876. години пуковник Лоренцо Латоре срушио је владу председника Педра Вареле и основао снажно извршно председништво. Финансијска ситуација је стабилизована, а извоз, углавном херефордске говедине и мерино вуне, повећан. Започела је производња усољеног говеђег меса бренда Фреј Бентос. Смањена је снага регионалних каудиљоса (углавном бланкоса) и успостављен је модеран државни апарат.
Латореа је наследио Максимо Сантос, за време чије владавине је 28. марта 1886. извршен напад на побуњенике из Аргентине, али их је убрзо победио Максимо Тахес. Дана 17. августа 1886. током покушаја атентата председника Сантос је упуцан у вилицу, а суочен са све већим здравственим и економским проблемима, поднео је оставку 18. новембра 1886. Тада је за председника изабран Максимо Тахес.
Током овог ауторитарног периода, влада је предузела кораке ка организацији земље као модерне државе, подстичући њену економску и социјалну трансформацију. Организоване су групе за притисак (које се састоје углавном од привредника, хацијендадоса и индустријалаца) и имале су снажан утицај на владу. Уследио је прелазни период за време председништва Тахеса (1886–1890), током кога су политичари почели да враћају изгубљену земљу и дошло је до одређеног цивилног учешћа у влади.

### Имиграција
Након „Великог рата“ дошло је до сталног пораста броја имиграната, што је довело до стварања великих италијанско уругвајских и шпанско уругвајских заједница. Током наредних неколико деценија становништво Уругваја се удвостручило, али се становништво Монтевидеа утростручило, јер се већина досељеника доселила тамо. Број имиграната порастао је са 48% становништва 1860. на 68% у 1868. године. Током 1870-их стигло је још 100.000 Европљана, тако да је до 1879. године у Уругвај живело око 438.000 људи, од чега четвртина у Монтевидеу. Због имиграције, становништво Уругваја је 1900. године достигло милион.

### Економија
Економија је доживела нагли успон након „Великог рата“, пре свега у сточарству и извозу. Између 1860. и 1868. године број оваца порастао је са три на седамнаест милиона. Разлог за ово повећање лежао је пре свега у побољшаним методама узгоја које су увели европски имигранти.
У 1857. години отворена је прва банка, три године касније започет је каналски систем, успостављена је прва телеграфска линија и изграђене су железничке везе између главног града и села. Италијани су поставили " Италијанску привредну комору Монтевидеа " (ит. Camera di Commercio Italiana di Montevideo) која је играла стратешку улогу у трговини са Италијом и развојем италијанске средње класе у граду.
Монтевидео је постао велики економски центар региона. Захваљујући својој природној луци, постао је прелепа лука за трговином робе из Аргентине, Бразила и Парагваја. Градови Пајсанду и Салто, оба на реци Уругвај, такође су доживели сличан развој.
У 1896. години основана је државна банка, Банко де ла Република.

## Батлова ера, 1903–1933
Хосе Батл, председник од 1903. до 1907. и поново од 1911. до 1915, поставио је образац за савремени политички развој Уругваја и доминирао је на политичкој сцени све до своје смрти 1929. Батл се противио споразуму о копартиципацији, јер је сматрао поделу департмана међу странкама недемократском. Бланкоси су се плашили губитком моћи због увеђења пропорционалног изборног система и започели су последњу побуну 1904. године, која је завршена њиховим поразом од колорадоса у бици код Масољера.
Након победе над бланкосима, Батл је увео широке политичке, друштвене и економске реформе, као што су програм благостања, учешће владе у многим аспектима економије и нови устав. Батл је увео универзално мушко изборно право, национализовао компаније у страном власништву и створио модеран систем социјалне заштите. Под Батлом бирачко тело је повећано са 46 000 на 188 000. Порез на доходак за ниже дохотке укинути је 1905, средње школе основане су у сваком граду (1906), право на развод жена (1907), национализована телефонска мрежа (1915) уведене су накнаде за незапослене (1914.), уведени осмочасовни радни дан (1915), Уругвај је проглашен секуларном републиком (1917).
Како би спречио председничке диктатуре, Батл је 1913. године предложио да се уведе колективно председништво (колегијадо), по узору на Швајцарско савезно веће. Његова идеја је одбачена на референдуму 1916, али он је успео да добије подршку бланкоса и други Устав је одобрен на референдуму 25. новембра 1917. По новом Уставу створена је подељена извршна власт - председник је наставио да контролише министарства спољних послова , унутрашњих послова и одбране. А ново деветочлано Национално веће за администрацију, које се састојало од шест колорадоса и три бланкоса, контролисало је министарства образовања, финансија, економије и здравља.
Клаудио Виљиман који је служио између два Батлова мандата био је његов присталица и наставио је започете реформе, као и наредни председник Балтасар Брум (1919–1923).
Око 1900. године стопа смртности одојчади (ИМР) у Уругвају била је међу најнижим на свету, што указује на врло здраву популацију. До 1910. године, међутим, ИМР је почео да расте, док је у осталим земљама наставио да пада. Водећи узроци смрти - дијареја и респираторне болести - нису опадали, што указује на растући јавноздравствени проблем.
Уругвај је 1930. године био домаћин првог Светског првенства у фудбалу. Иако је турнир био много мањих размера од данашњих такмичења, догађај је пружио национални понос када је домаћи тим победио на турниру над својим суседом Аргентином.

## Државни удар 1933. године
Батллов подељени извршни модел трајао је до 1933. године, када је за време економске Велике кризе, председник Габријел Тера завео диктатуру.
Ново државно стање благостања тешко је погодила Велика економска криза, што је такође изазвало растућу политичку кризу. Тера је окривио неефикасни модел колективног лидерства и након што је постигао споразум са лидером бланкоса Луисом Албертом де Ерером у марту 1933. суспендовао Конгрес, укинуо колективну извршну власт, успоставио диктаторски режим и увео нови Устав 1934. Бивши председник Брум извршио је самоубиство у знак протеста против државног удара. Теру је 1938. године наследио његов блиски политички следбеник и зет, генерал Алфредо Балдомир. За то време, држава је задржала велику контролу над националном економијом и трговином, спроводећи притом политику слободног тржишта. Након доношења новог Устава 1942, политичке слободе су враћене.

### Адмирал Граф Шпе
Битка код Ла Плате одиграла се 13. децембра 1939. године, на обали Уругваја, између британских снага и немачког "џепног бојног брода" Адмирал Граф Шпе. Након 72-сатног одласка у луку Монтевидео, капетан Адмирала Графа Шпеа, верујући да су британци надјачали брод, наредио је потапање брода. Већина преживеле посаде од 1.150 људи била је интернирана у Уругвај и Аргентина, а многи су остали и након рата. Званичник немачке амбасаде у Уругвају рекао је да је његова влада послала службено писмо у којем је изнела став о томе да Немачка захтева власништво над бродом. Немачки захтев био је одбијен јер је почетком 1940. нацистичка влада продала спасилачка права на броду уругвајском бизнисмену који је деловао у име британске владе. Међутим, према уругвајском закону, сва права на спашавање су истекла. До 1940. године Немачка је претила прекидом дипломатских односа са Уругвајем. Немачка је протестовала због тога што је Уругвај дао сигурно пристаниште британском броду ХМС Карнарвон Касл пошто га је напао нацистички пресретач. Брод је поправљен челичном плочом која је, наводно, спашена са Адмирала Графа Шпеа .

### Други светски рат
Уругвај је 25. јануара 1942. године прекинуо дипломатске односе са Трећим рајхом, јер су 21 америчка нација учиниле исто (осим Аргентине), али није учествовао у ниједној стварној борби. Године 1945. званично се придружио Декларацији Уједињених нација.

## Колапс уругвајског чуда
Уругвај је достигао врхунац свог економског просперитета захваљујући Другом светском рату и потом Корејском рату, када је достигао највећи приход по глави становника у Латинској Америци. Уругвај је савезничким војскама добављао говедину, вуну и кожу.
Томас Берета, лојалиста Батла, је 1946. године изабран у председништво, а након његове изненадне смрти, Батлов нећак Луис Батл Берес постао је председник. Да би покрили британски дуг за испоруке говедине током Другог светског рата, железнице и водоводне компаније у власништву Британије су национализоване 1949. године.
Батлови следбеници унутар странке колорадоса стекли су довољно снаге да почну са уставним референдумом који је прилагодио нови Устав из 1952. године којим су се вратили колективном извршном моделу - створено је Национално веће владе. То је била главна тачка Батљисма.
Крај великих глобалних војних сукоба средином 1950-их проузроковао је проблеме земљи. Због смањења потражње на светском тржишту пољопривредних производа, Уругвај је почео да има економских проблема, који су укључивали инфлацију, масовну незапосленост и нагли пад животног стандарда уругвајских радника. То је довело до милитантности и радничких немира.
Колективни владајући савет није био у стању да се договори о оштрим мерама које су биле потребне за стабилизацију привреде. Како је потражња за извозним производима Уругваја опадала, колективно руководство је покушало да избегне смањења буџета трошећи девизне резерве Уругваја, а затим су почели да узимају стране кредите. Уругвајски пезос је девалвирао, инфлација је достигла 60%, а економија је била у дубокој кризи.
У овој ситуацији бланкоси су коначно победили на изборима 1958. године и постали владајућа странка у Савету. Док су се бланкоси борили да побољшају економију, заговарали су повратак у снажно председништво. Још једном, након уставног референдума, Савет је заменио јединствено Председништво новим Уставом из 1967.
Избори 1967. вратили су на власт колорадосе, који су постајали све репресивнији против растућих народних протеста и побуне Тупамароса.

### Тупамарошки герилци
Урбани герилски покрет познат под називом Тупамарос формиран је почетком 1960-их, прво је пљачкао банке и дистрибуирао храну и новац у сиромашним четвртима, а затим изводио политичке отмице и нападе на снаге безбедности. Њихови напори су успели да прво осрамоте, а затим и дестабилизују владу.
Америчка канцеларија за јавну безбедност (ОПС) започела је са радом у Уругвају 1965. године. Амерички ОПС је обучавао уругвајску полицију и обавештајце о техникама рада у полицији и испитивању. Уругвајски шеф полицијске обавештајне службе Алехандро Отеро изјавио је бразилском листу 1970. године да је ОПС, посебно шеф ОПС-а у Уругвају, Дан Митрионе, дао упутства уругвајској полицији како да мучи осумњичене, нарочито електричним алаткама.

## Војна диктатура, 1973–1985
Председник Хорхе Пачеко прогласио је ванредно стање 1968. године, а након тога уследила је даљња суспензија грађанских слобода 1972. године од стране његовог наследника, председника Хуана Марија Бордаберија. Председник Бордабери повео је војску у борбу против герилаца Покрета за народно ослобођење (МЛН), којим је руководио Раул Сендик. Након пораза Тупамароса, војска је преузела власт 1973. године. Мучења су се ефикасно користила за прикупљање информација потребних за разбијање МЛН-а, као и против синдикалних службеника, чланова Комунистичке партије, па чак и редовних грађана. Пракса тортуре продужена је до краја уругвајске диктатуре 1985. године. Уругвај је убрзо имао највећи проценат политичких затвореника по глави становника. Вође МЛН-а изоловане су у импровизованим затворима били подвргнути мучењима. Емиграција из Уругваја драстично је порасла, јер је велики број Уругвајца широм света тражио политички азил.
Бордабери је коначно уклоњен са председничког места 1976. године. Прво га је наследио Алберто Демикели. Након тога национално веће које је одабрала војна влада изабрало је Апарисија Мендеза. У 1980. години, како би легитимисале свој положај, оружане снаге предложиле су промену устава, а о томе се одлучивало референдумом. Гласови "Не" - против уставних промена имали су 57,2% гласова, показујући непопуларност де факто владе, коју је касније убрзала економска криза.
Генерал Грегорио Алварез је 1981. године преузео функцију председника. Масовни протести против диктатуре избили су 1984. године. Након општег штрајка од 24 сата, започели су разговори и оружане снаге објавиле план за повратак на цивилну власт. Национални избори одржани су касније 1984. године. Лидер странке колорадоса Хулио Марија Сангињети победио је у председништву и, након кратког привременог председништва Рафаела Адијега Бруна, био на функцији од 1985. до 1990. Прва администрација Сангињетија спровела је економске реформе и консолидовала демократизацију. Ипак, Сангињети никада није подржао оптужбе за кршење људских права, а његова влада није процесуирала војне службенике који су се бавили репресијом и мучењем ни против Тупамароса, ни над МЛН-ом. Уместо тога, одлучио се за потписивање споразума о амнестији "Леј де Амнистија."
Познато је да је око 180 Уругвајца убијено током 12 година војне владавине од 1973-1985. Већина је убијена у Аргентини и осталим суседним земљама, а само 36 њих је убијено у Уругвају. Велики број убијених никада није пронађен, а нестали људи се на шпанском називају "нестали" или "десапаресидос".

## Новија историја
Економске реформе Сангињетија, усредсређене на привлачење спољне трговине и капитала, постигле су известан успех и стабилизовале економију. Да би промовисао национално помирење и олакшао повратак демократској цивилној владавини, Сангињети је референдумом обезбедио јавно одобравање контроверзне опште амнестије за војне вође оптужене за кршење људских права у оквиру војног режима и убрзао пуштање бивших герилаца.
Луис Алберто Лакаље из Националне странке победио је на председничким изборима 1989. и служио је од 1990. до 1995. године. Председник Лакаље спровео је велике економске структурне реформе и спровео даљу либерализацију трговинских режима, укључујући укључивање Уругваја у Меркосур 1991. године. Упркос економском расту током Лакаљеовог мандата напори прилагођавања и приватизације изазвали су политичку опозицију, а неке реформе су прекинуте референдумом.
На изборима 1994. године бивши председник Сангињети освојио је нови мандат, који је трајао од 1995. до марта 2000. године. Пошто ниједна једина странка није имала већину у Генералној скупштини, Национална странка се придружила коалицији Сангињетијевих колорадоса у коалиционој влади. Влада Сангињетија наставила је економске реформе Уругваја и интеграцију у Меркосур-у. Остале важне реформе биле су усмерене на побољшање изборног система, социјалне сигурности, образовања и јавне сигурности. Економија је континуирано расла током већег дела председавања Сангињетија све док ниске цене робе и економске потешкоће на њеним главним извозним тржиштима нису проузроковале рецесију 1999. године, која се наставила и 2002. године.
Национални избори 1999. године одржани су по новом изборном систему успостављеном уставним амандманом из 1996. године. Прворазредне странке у априлу одлучивале су о појединачним председничким кандидатима за сваку странку, а национални избори 31. октобра одредили су заступљеност у законодавној власти. Пошто ниједан кандидат за председника није добио већину на октобарским изборима, у новембру је одржан други круг. У другом кругу кандидат колорадоса Хорхе Батл, потпомогнут подршком Националне странке, победио је кандидата широког фронта Табареа Васкеза.
Колорадоси и Националне странке наставиле су своју законодавну коалицију, јер ни једна странка сама по себи није освојила већину у односу на 40% коалиције Широког фронта. Формална коалиција окончана је у новембру 2002. године, када су бланкоси повукли своје министре из кабинета, иако су бланкоси и даље подржавали колорадосе у већини питања.
Петогодишњи мандат Батллеа обележила је економска рецесија и несигурност, прво девалвацијом бразилског реала 1999. године, затим епидемијама уста и копита (афтоса) у кључном сектору узгоја говедине у Уругваја 2001, и коначно политичким и економским колапсом Аргентине. Незапосленост је порасла на готово двадесет процената, реалне плате су пале, пезос је обезвређен, а проценат Уругвајца у сиромаштву достигао је скоро четрдесет процената.
Ови погоршани економски услови играли су улогу у окретању јавног мишљења против економских политика слободног тржишта које су усвојиле администрације Батла и његових претходника, што је довело до референдума и одбијања предлога за приватизацију државне нафтне компаније у 2003. години и државне компаније за водоснабдевање 2004. године. Уругвајци су изабрали Табареа Васкеза за председника на изборима 2004. године, док је коалицији Широког фронта дао већину у оба дома парламента. Новоизабрана влада, иако се обавезала да ће наставити са плаћањем спољног дуга Уругваја, такође је обећала да ће предузети програме за отварање нових радних места како би почела да решава раширене проблеме сиромаштва и незапослености.
У 2009. години, бивши Тупамарос и министар пољопривреде, Хосе Мухика, изабран је за председника, након чега је наследио Васкеза 1. марта 2010. године.
Број синдикалних активиста удвостручио се од 2003. године, са 110.000 на преко 400.000 у 2015. години за радно становништво од 1,5 милиона људи. Према Међународној конфедерацији синдиката, Уругвај је постао најнапреднија држава Америке у погледу поштовања "основних радних права, посебно слободе удруживања, права на колективно преговарање и права на штрајк.

### Историографија
- Bresciano, Juan Andrés. "L'Immigrazione Italiana in Uruguay Nella Piu Recente Storiografia (1990–2005)." ["Italian immigration to Uruguay in the most recent historiography, 1990–2005"] Studi Emigrazione, June 2008, Vol. 45 Issue 170, pp 287–299
- Rial, Juan; Klaczko, Jaime (1982). „Historiography and Historical Studies in Uruguay”. Latin American Research Review. 17 (3): 229—250. JSTOR 2503175. S2CID 253114489. doi:10.1017/S0023879100033938.